# Pierwszy rząd Stefana Janewa
Rząd Stefana Janewa – 97. rząd w historii Bułgarii funkcjonujący od 12 maja do 16 września 2021.
W wyniku wyborów z kwietnia 2021 do Zgromadzenia Narodowego weszło sześć ugrupowań. Prezydent Rumen Radew trzykrotnie powierzał misję utworzenia rządu – partii GERB, formacji Jest Taki Lud i socjalistom, nie doprowadziło to jednak do powołania gabinetu. W konsekwencji 11 maja 2021 prezydent ogłosił rozwiązanie parlamentu i wyznaczenie przedterminowych wyborów na lipiec 2021. Tego samego dnia ogłosił powołanie Stefana Janewa na urząd premiera, a także przedstawił listę członków jego przejściowego rządu. Nowy gabinet rozpoczął funkcjonowanie następnego dnia, zastępując trzeci rząd Bojka Borisowa.
Zgromadzenie Narodowe wybrane w lipcu 2021 nie wyłoniło większościowej koalicji, żadne z ugrupowań nie było w stanie stworzyć stabilnego rządu. 16 września prezydent rozwiązał parlament i wyznaczył kolejne wybory na listopad. Tego samego dnia powołał kolejny techniczny gabinet (w bardzo zbliżonym do ustępującego rządu składzie i z tym samym premierem na czele).

## Skład rządu
- premier: Stefan Janew[4]
- wicepremier ds. gospodarczych i społecznych, minister pracy i polityki społecznej: Gyłyb Donew
- wicepremier ds. porządku publicznego i bezpieczeństwa, minister spraw wewnętrznych: Bojko Raszkow
- wicepremier ds. funduszy europejskich: Atanas Pekanow
- minister finansów: Asen Wasilew
- minister obrony: Georgi Panajotow
- minister zdrowia: Stojczo Kacarow
- minister rozwoju regionalnego i robót publicznych: Wioleta Komitowa
- minister edukacji i nauki: Nikołaj Denkow
- minister spraw zagranicznych: Swetłan Stoew
- minister sprawiedliwości: Janaki Stoiłow
- minister kultury: Welisław Minekow
- minister ochrony środowiska i zasobów wodnych: Asen Liczew
- minister rolnictwa, żywności i leśnictwa: Christo Bozukow
- minister transportu, technologii informacyjnych i komunikacji: Georgi Todorow
- minister gospodarki: Kirił Petkow
- minister energetyki: Andrej Żiwkow
- minister turystyki: Steła Bałtowa
- minister młodzieży i sportu: Andrej Kuzmanow